# Plopana
Plopana is een Roemeense gemeente in het district Bacău.
Plopana telt 3438 inwoners.